# Kurt Sprengel
Kurt Polycarp Joachim Sprengel (n. 3 august 1766, Boldekow, Republica Democrată Germană, Germania – d. 15 martie 1833, Halle (Saale), Regatul Prusiei) a fost un botanist și medic german, nepotul de frate al savantului Christian Konrad Sprengel.

## Lucrări
- Curtii Sprengel Historia rei herbariae . Vol.1-2 . Taberna librariae et artium, Amsteldami 1807 - 1808 Ediția digitală de la Universitatea și Biblioteca Statală din Düsseldorf